# Aïn Sebaâ-Hay Mohammadi
Aïn Sebaâ – Hay Mohammadi (àrab: عين السبع حي المحمدي, ʿAyn as-Sabʿ Ḥayy al-Muḥammadī; amazic estàndard marroquí: ⵄⵉⵏ ⵙⴱⴰⵄ - ⵃⴰⵢ ⵎⵓⵃⴰⵎⴰⴷⵉ, ℇin Sbaℇ - Ḥay Muḥamadi) és una prefectura de Casablanca, dins de la prefectura de Casablanca, a la regió de Casablanca-Settat, al Marroc. Comprèn els barris (arrondissements) d'Aïn Sebaâ, Hay Mohammadi i Roches-Noires/Assoukhour Assawda. Segons el cens de 2014 tenia una població total de 425.916 persones.

## Demografia
|                                   | 1994         | 2004         | 2008         |
| Aïn Sebaâ                         | 139.323 hab. | 155.489 hab. | 156.871 hab. |
| Roches-Noires/ Assoukhour Assawda | 99.210 hab.  | 104.310 hab. | 105.237 hab. |
| Hay Mohammadi                     | 174.635 hab. | 156.501 hab. | 157.982 hab. |